# ブランドン・ウィリアムズ
ブランドン・ポール・ブライアン・ウィリアムズ（Brandon Paul Brian Williams, 2000年9月3日 - ）は、イングランド・マンチェスター出身のサッカー選手。ポジションはDF。

## 経歴
マンチェスター・ユナイテッドの下部組織にて育つ。2016-17シーズン、レディングFC戦でU-18デビュー。
2018年4月30日、マンチェスター・ユナイテッドとプロ契約を締結する。
2019年9月26日、カラバオ・カップ3回戦ロッチデール戦で途中出場ながらトップチームにデビューすると、続くUEFAヨーロッパリーググループステージ第2節のAZ戦では初のスタメン入りを果たした。11月25日、プレミアリーグ第13節シェフィールド・ユナイテッド戦にてプレミアリーグ初ゴールを決める。
2021年8月23日、ノリッジ・シティFCへの1年間のローン移籍が発表された。

## 代表歴
2019年9月5日、U-20イングランド代表として初めて出場した。

## 個人成績
| クラブ                       | シーズン | リーグ         | リーグ戦 | リーグ戦 | カップ戦 | カップ戦 | リーグ杯 | リーグ杯 | 国際大会 | 国際大会 | その他 | その他 | 合計 | 合計 |
| クラブ                       | シーズン | リーグ         | 出場     | 得点     | 出場     | 得点     | 出場     | 得点     | 出場     | 得点     | 出場   | 得点   | 出場 | 得点 |
| ---------------------------- | -------- | -------------- | -------- | -------- | -------- | -------- | -------- | -------- | -------- | -------- | ------ | ------ | ---- | ---- |
| マンチェスター・ユナイテッド | 2019-20  | プレミアリーグ | 17       | 1        | 6        | 0        | 5        | 0        | 8        | 0        | 0      | 0      | 36   | 1    |
| マンチェスター・ユナイテッド | 2020-21  | プレミアリーグ | 4        | 0        | 2        | 0        | 2        | 0        | 6        | 0        | 0      | 0      | 14   | 0    |
| マンチェスター・ユナイテッド | 通算     | 通算           | 21       | 1        | 8        | 0        | 7        | 0        | 14       | 0        | 0      | 0      | 50   | 1    |
| 総通算                       | 総通算   | 総通算         | 21       | 1        | 8        | 0        | 7        | 0        | 14       | 0        | 0      | 0      | 50   | 1    |